# Haval Shenshou
Haval Shenshou — кроссовер, выпускаемый с 2021 года компанией Haval — подразделением китайского автопроизводителя Great Wall Motors.
В модельном ряду компании занимает место между Haval H7 и флагманом Haval H9.
С августа 2024 года выпускается в России на заводе под Тулой как второе поколение Haval F7.

## История
Модель была представлена в апреле 2021 года на Шанхайском автосалоне как концептуальный кросс XY.
Позже модель получила название «Shenshou» — «Шеншу», что в переводе с китайского означает «мифический зверь»
Серийная машина, почти полностью сохранившая дизайн концепта, была показана 27 августа 2021 года на Автосалоне в Чэнду.
Предзаказ на рынке Китая был открыт в ноябре 2021 года. Производство модели начато в декабре 2021 года.

## В России
В августе 2024 года на тульском заводе было прекращено производство кроссоверов F7 первого поколения, и начато производство как его второго поколения модели Haval Shenshou,  стоимостью от 2 699 000 до 3 499 000 рублей в трёх комплектациях – Elite, Premium и Tech Plus, окрас доступен в четырех цветах: «Благородный агат» (белый), «Дымчатый жемчуг» (серый), «Океанический лазурит» (синий) и «Галактический черный» (чёрный).. Также машина прошла традиционную для  Haval адаптацию под суровые российские условия.

## Обзор

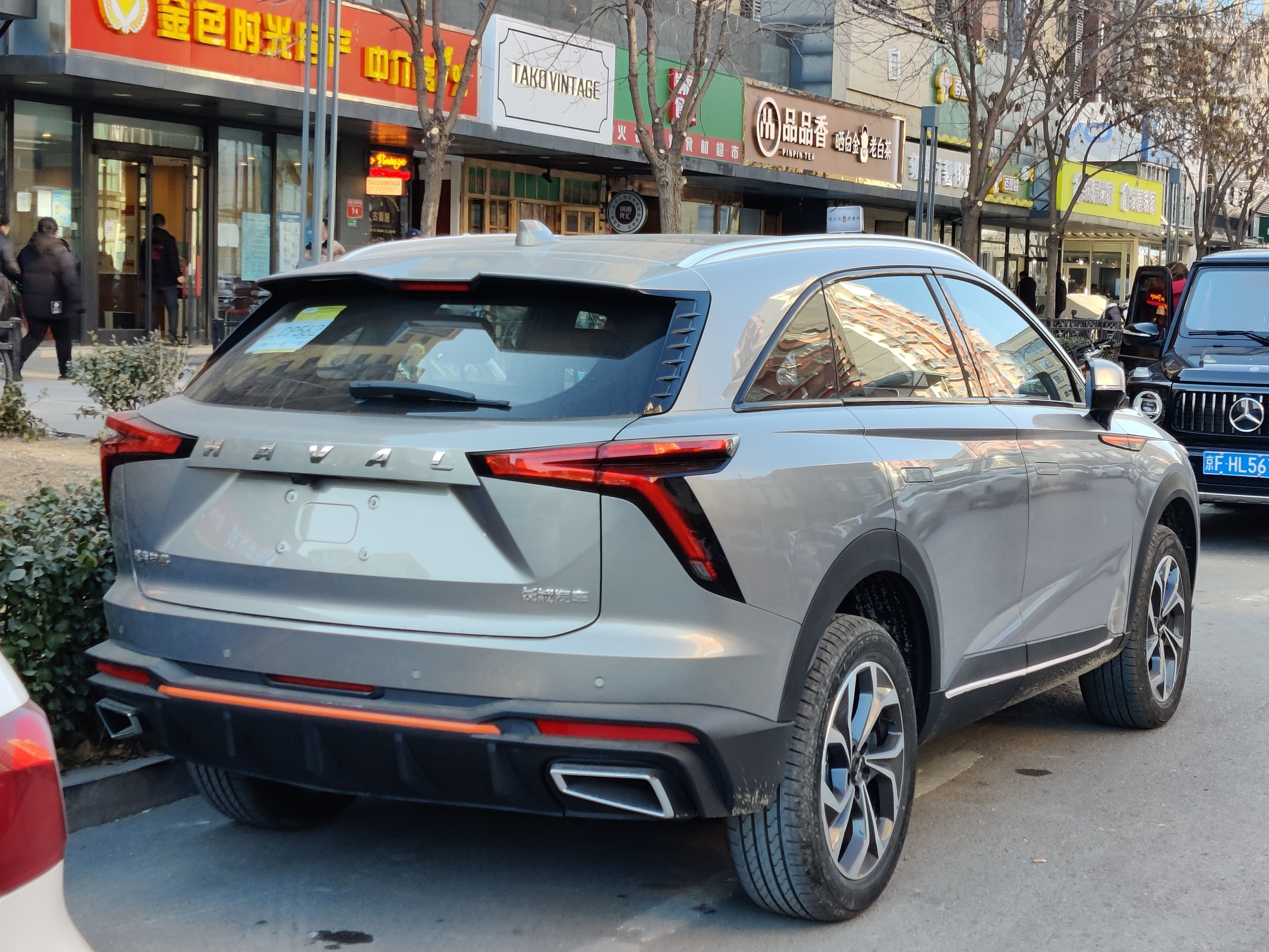
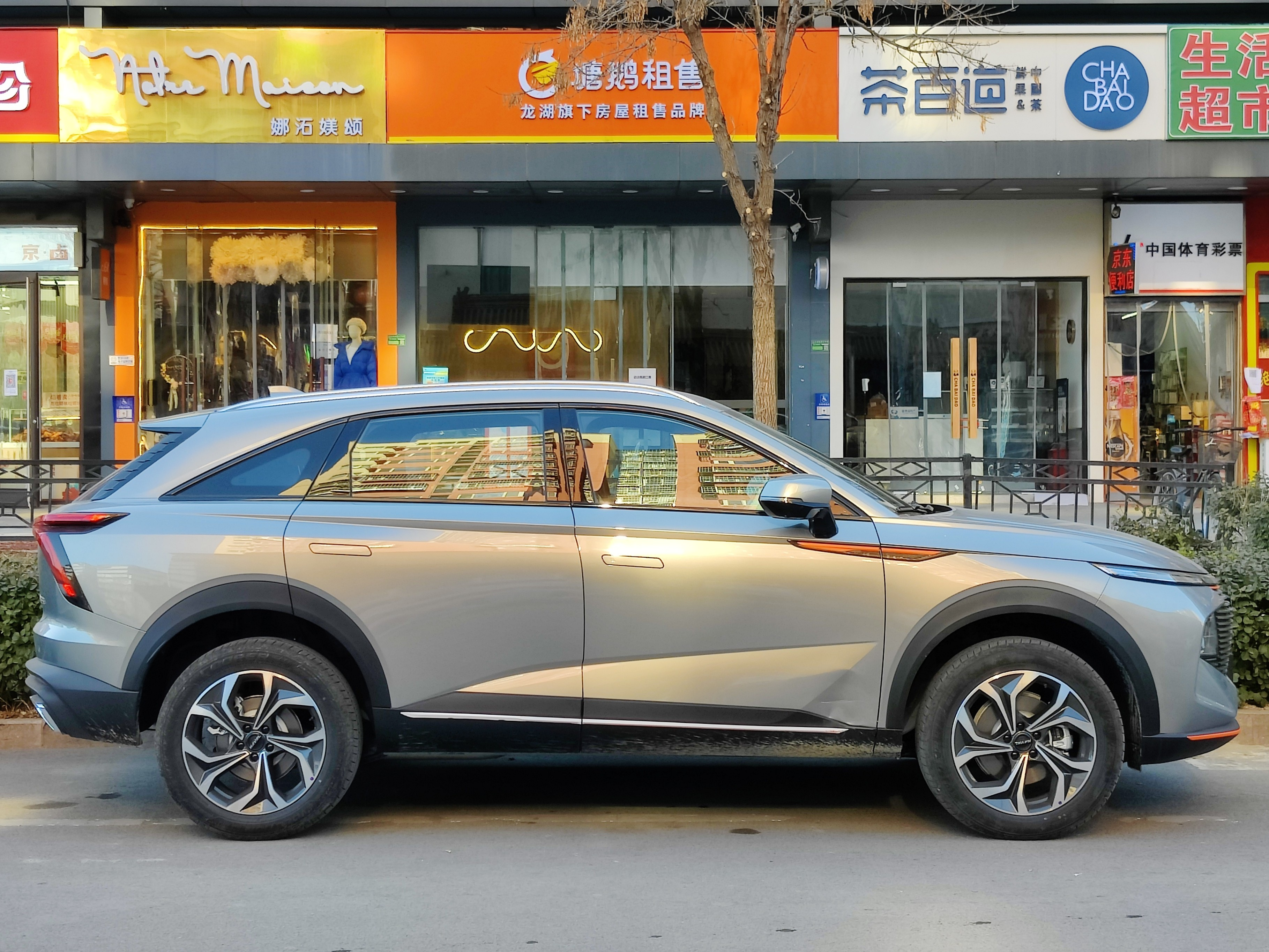
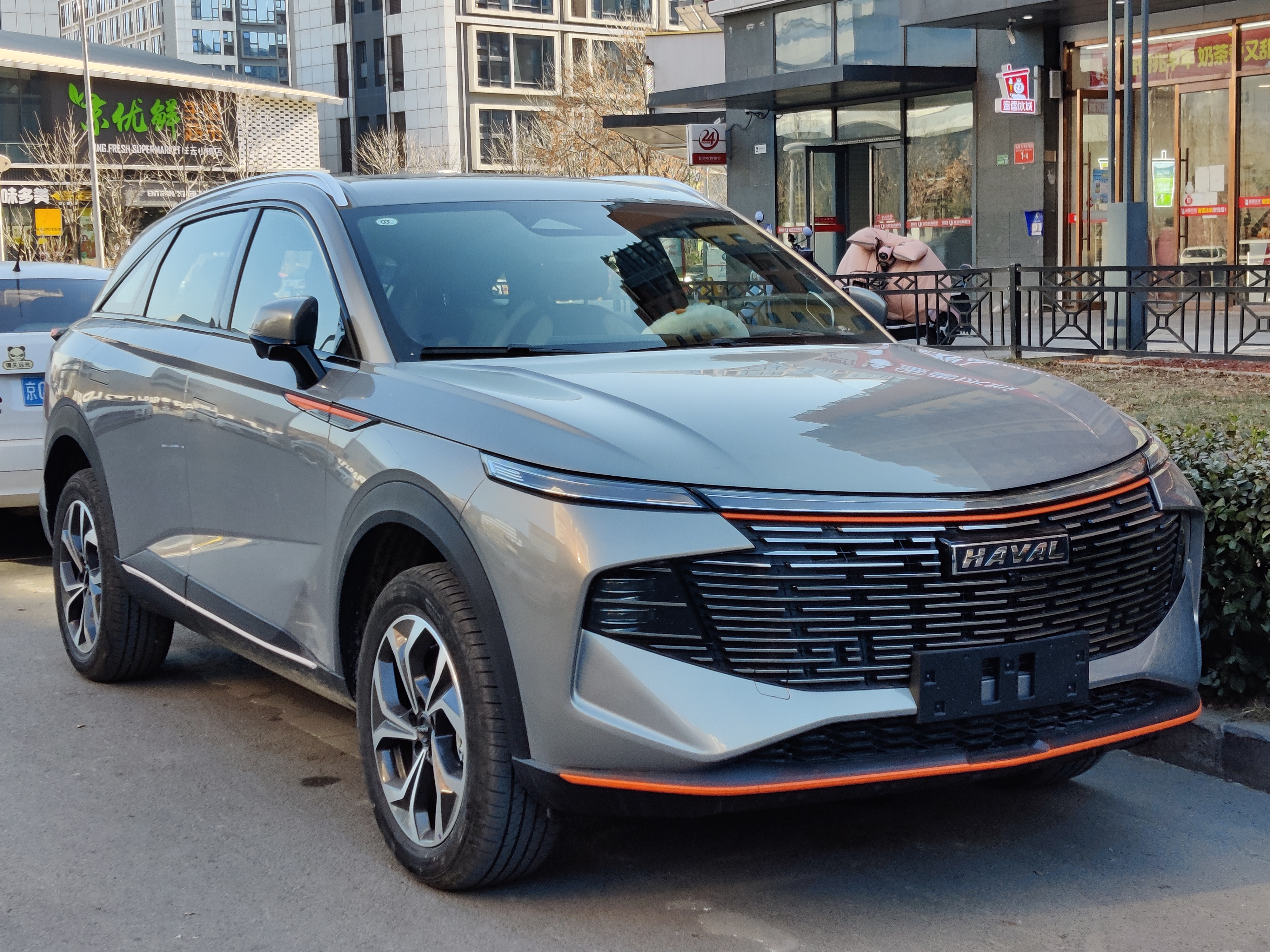

## Технические характеристики
Модель построена на платформе Great Wall Lemon.
Габариты: длина — 4780 мм, ширина — 1890 мм, высота — 1675 мм; колёсная база — 2800 мм.
Двигатель — на выбор два четырехцилиндровых бензиновых турбомотора:
- 4B15C объёмом 1.5 литра мощностью 184 л. с. с крутящим моментом 275 Нм.
- 4C20A объёмом 2.0 литра мощностью 224 л. с. с крутящим моментом 345 Нм.

Для России они дефорсированы : 1.5 до 150 л.с., а 2.0  до 192 л.с.
Коробка передач — 7-ступенчатый «робот» с двумя «мокрыми» сцеплениями.
Привод —  передний,полный.В отличие от F7,теперь мотор 1.5 только с передним приводом а 2.0 положены теперь только версии AWD.